# Coupe de Suède de football 1943
Navigation
Coupe de Suède 1942 Coupe de Suède 1944
La Coupe de Suède de football 1943 est la 3e édition de la Coupe de Suède de football organisée par la Fédération de Suède de football.

## Compétition

### Tour de qualification
Les rencontres ont lieu les 17, 18, et 20 juin 1943
- Ljusne AIK (Div 3) - Iggesunds IK (Div 3) : 3 - 1
- GIF Sundsvall (NM) - Matfors IF (NM) : 1 - 1 (1-1 a.p.)
- Ludvika FfI (Div 2) - IK Brage (Div 2) : 2 - 1
- Reymersholms IK (Div 2) - IFK Västerås (Div 2) : 2 - 2 (2-3 a.p.)
- Örtakoloniens IF (Div 3) - IFK Gävle (Div 3) : 2 - 2 (3-2 a.p.)
- Arvika BK (Div 3) - Karlskoga IF (Div 2) : 0 - 4
- Avesta AIK (Div 2) - Söderfors GoIF (Div 3) : 1 - 1 (6-1 a.p.)
- Falkenbergs FF (Div 3) - Olofströms IF (Div 2) : 9 - 0
- Högadals IS (Div 3) - Husqvarna IF (Div 3) : 0 - 4
- Landskrona BoIS (Div 2) - IS Halmia (Div 2) : 1 - 2
- IFK Oskarshamn (Div 3) - Motala AIF (Div 3) : 5 - 1
- Surahammars IF (Div 2) - Djurgårdens IF (Div 2) : 0 - 1
- Tidaholms GIF (Div 2) - IFK Trollhättan (Div 2) : 3 - 3 (4-3 a.p.)
- IFK Uddevalla (Div 2) - Billingsfors IK (Div 2) : 1 - 0
- Visby IF (WC) - Nyköpings AIK (Div 2) : 3 - 5
- Åtvidabergs FF (Div 2) - Finpångs AIK (Div 2) : 2 - 3
- Örebro SK (Div 2) - IFK Åmal (Div 3) : 6 - 2

#### Match d'appui
Sundsvall et Matfors n'ayant pu se départager lors de leur confrontation du 18 juin 1943, malgré deux prolongations, les deux clubs se sont retrouvés 4 jours plus tard, à Matfors (à 15km de Sundsvall) pour y disputer un match d'appui.
- Matfors IF (NM) - GIF Sundsvall (NM) : 3 - 3 (3-4 a.p.)

### Premier tour
| 3 juillet 1943 | Halmstads BK (Allsvenskan) | 5 - 0 | GIF Sundsvall (NM) | Örjans Vall, Halmstad                           |
|                |                            |       |                    | Spectateurs : 1,454 Arbitrage : Ragnar Holmberg |

| 4 juillet 1943 | Domsjö IF (NM) | 3 - 2 | IFK Oskarshamn (Div 3) | Örnsköldsvik                                 |
|                |                |       |                        | Spectateurs : 1,600 Arbitrage : Ture Forhaug |

| 4 juillet 1943 | IF Elfsborg (Allsvenskan) | 7 - 1 | Tidaholms GIF (Div 2) | Ryavallen, Borås                                   |
|                |                           |       |                       | Spectateurs : 2,151 Arbitrage : Wilhelm Berndtsson |

| 4 juillet 1943 | Degerfors IF (Allsvenskan) | 2 - 1 | IFK Uddevalla (Div 2) | Stora Valla, Degerfors                       |
|                |                            |       |                       | Spectateurs : 792 Arbitrage : Eric Andersson |

| 4 juillet 1943 | Bodens BK (NM) | 3 - 3 (3-5 a.p.) | Djurgårdens IF (Div 2) | Bandyvallen, Boden                             |
|                |                |                  |                        | Spectateurs : 3,166 Arbitrage : Ivar Johansson |

| 4 juillet 1943 | IFK Holmsund (NM) | 3 - 1 | IFK Östersund (NM) | Holmsund                                   |
|                |                   |       |                    | Spectateurs : 916 Arbitrage : Olof Ahlgren |

| 4 juillet 1943 | Gårda BK (Allsvenskan) | 2 - 4 | Sandvikens IF (Allsvenskan) | Göteborg                                        |
|                |                        |       |                             | Spectateurs : 1,150 Arbitrage : Kurt Jalmarsson |

| 4 juillet 1943 | Falkenbergs FF (Div 3) | 1 - 3 | Helsingborgs IF (Allsvenskan) | Falkenbergs IP, Falkenberg                    |
|                |                        |       |                               | Spectateurs : 1,928 Arbitrage : Nils Ahlström |

| 4 juillet 1943 | AIK (Allsvenskan) | 3 - 3 (5-3 a.p.) | IS Halmia (Div 2) | Råsunda, Solna                                   |
|                |                   |                  |                   | Spectateurs : 7,309 Arbitrage : Tryggve Eriksson |

| 4 juillet 1943 | Karlskoga IF (Div 2) | 4 - 1 | Örtakoloniens IF (Div 3) | Karlskoga                                   |
|                |                      |       |                          | Spectateurs : 839 Arbitrage : Göthe Ölander |

| 4 juillet 1943 | Ljusne AIK (Div 3) | 3 - 1 | Avesta AIK (Div 2) | Ljusne                                           |
|                |                    |       |                    | Spectateurs : 1,000 Arbitrage : Albert Kihlström |

| 4 juillet 1943 | Örebro SK (Div 2) | 1 - 1 (1-2 a.p.) | Malmö FF (Allsvenskan) | Eyravallen, Örebro                          |
|                |                   |                  |                        | Spectateurs : 3,981 Arbitrage : Ivan Eklind |

| 4 juillet 1943 | Nyköpings AIK (Div 2) | 1 - 2 | GAIS (Allsvenskan) | Nyköping                                         |
|                |                       |       |                    | Spectateurs : 2,828 Arbitrage : Wilhelm Svensson |

| 4 juillet 1943 | IFK Eskilstuna (Allsvenskan) | 3 - 3 (5-4 a.p.) | Ludvika FfI (Div 2) | Tunavallen, Eskilstuna                        |
|                |                              |                  |                     | Spectateurs : 3,000 Arbitrage : Erik Karlsson |

| 4 juillet 1943 | IFK Norrköping (Allsvenskan) | 9 - 0 | Husqvarna IF (Div 3) | Idrottsparken, Norrköping                       |
|                |                              |       |                      | Spectateurs : 1,583 Arbitrage : Hjalmar Schager |

| 4 juillet 1943 | Finspångs AIK (Div 2) | 2 - 2 (2-3 a.p.) | IFK Västerås (Div 2) | Finspång                                   |
|                |                       |                  |                      | Spectateurs : 471 Arbitrage : Sune Granath |

### Phase Finale
|  | Huitièmes de finale 9 & 11 juillet 1943     | Huitièmes de finale 9 & 11 juillet 1943   |                  |       | Quarts de finale 16 & 18 juillet 1943 | Quarts de finale 16 & 18 juillet 1943 |  |  | Demi-finales 25 juillet & 12 septembre 1943 | Demi-finales 25 juillet & 12 septembre 1943 |  |  | Finale 3 octobre & 14 novembre 1943                                    | Finale 3 octobre & 14 novembre 1943                                    |
|  | Huitièmes de finale 9 & 11 juillet 1943     | Huitièmes de finale 9 & 11 juillet 1943   |                  |       | Quarts de finale 16 & 18 juillet 1943 | Quarts de finale 16 & 18 juillet 1943 |  |  | Demi-finales 25 juillet & 12 septembre 1943 | Demi-finales 25 juillet & 12 septembre 1943 |  |  | Finale 3 octobre & 14 novembre 1943                                    | Finale 3 octobre & 14 novembre 1943                                    |
|  |                                             |                                           |                  |       |                                       |                                       |  |  |                                             |                                             |  |  |                                                                        |                                                                        |
|  | 11 juillet à Sandviken (Jernvallen)         | 11 juillet à Sandviken (Jernvallen)       |                  |       | 18 juillet à Solna (Råsunda)          | 18 juillet à Solna (Råsunda)          |  |  | 25 juillet à Solna (Råsunda)                | 25 juillet à Solna (Råsunda)                |  |  | 3 octobre à Solna (Råsunda) & 14 novembre à Norrköping (Idrottsparken) | 3 octobre à Solna (Råsunda) & 14 novembre à Norrköping (Idrottsparken) |
|  | 11 juillet à Sandviken (Jernvallen)         | 11 juillet à Sandviken (Jernvallen)       |                  |       | 18 juillet à Solna (Råsunda)          | 18 juillet à Solna (Råsunda)          |  |  | 25 juillet à Solna (Råsunda)                | 25 juillet à Solna (Råsunda)                |  |  | 3 octobre à Solna (Råsunda) & 14 novembre à Norrköping (Idrottsparken) | 3 octobre à Solna (Råsunda) & 14 novembre à Norrköping (Idrottsparken) |
|  | Sandvikens IF                               | 2                                         |                  |       | 18 juillet à Solna (Råsunda)          | 18 juillet à Solna (Råsunda)          |  |  | 25 juillet à Solna (Råsunda)                | 25 juillet à Solna (Råsunda)                |  |  | 3 octobre à Solna (Råsunda) & 14 novembre à Norrköping (Idrottsparken) | 3 octobre à Solna (Råsunda) & 14 novembre à Norrköping (Idrottsparken) |
|  | Sandvikens IF                               | 2                                         |                  |       | 18 juillet à Solna (Råsunda)          | 18 juillet à Solna (Råsunda)          |  |  | 25 juillet à Solna (Råsunda)                | 25 juillet à Solna (Råsunda)                |  |  | 3 octobre à Solna (Råsunda) & 14 novembre à Norrköping (Idrottsparken) | 3 octobre à Solna (Råsunda) & 14 novembre à Norrköping (Idrottsparken) |
|  | AIK Solna                                   | 3                                         |                  |       | 18 juillet à Solna (Råsunda)          | 18 juillet à Solna (Råsunda)          |  |  | 25 juillet à Solna (Råsunda)                | 25 juillet à Solna (Råsunda)                |  |  | 3 octobre à Solna (Råsunda) & 14 novembre à Norrköping (Idrottsparken) | 3 octobre à Solna (Råsunda) & 14 novembre à Norrköping (Idrottsparken) |
|  | AIK Solna                                   | 3                                         | AIK Solna (a.p.) | 1 (4) |                                       |                                       |  |  | 25 juillet à Solna (Råsunda)                | 25 juillet à Solna (Råsunda)                |  |  | 3 octobre à Solna (Råsunda) & 14 novembre à Norrköping (Idrottsparken) | 3 octobre à Solna (Råsunda) & 14 novembre à Norrköping (Idrottsparken) |
|  | 11 juillet à Helsingborg (Olympia)          |                                           | AIK Solna (a.p.) | 1 (4) |                                       |                                       |  |  | 25 juillet à Solna (Råsunda)                | 25 juillet à Solna (Råsunda)                |  |  | 3 octobre à Solna (Råsunda) & 14 novembre à Norrköping (Idrottsparken) | 3 octobre à Solna (Råsunda) & 14 novembre à Norrköping (Idrottsparken) |
|  |                                             | Ljusne AIK                                | 1 (2)            |       |                                       |                                       |  |  | 25 juillet à Solna (Råsunda)                | 25 juillet à Solna (Råsunda)                |  |  | 3 octobre à Solna (Råsunda) & 14 novembre à Norrköping (Idrottsparken) | 3 octobre à Solna (Råsunda) & 14 novembre à Norrköping (Idrottsparken) |
|  | Helsingborgs IF                             | Ljusne AIK                                | 1 (2)            | 2     |                                       |                                       |  |  | 25 juillet à Solna (Råsunda)                | 25 juillet à Solna (Råsunda)                |  |  | 3 octobre à Solna (Råsunda) & 14 novembre à Norrköping (Idrottsparken) | 3 octobre à Solna (Råsunda) & 14 novembre à Norrköping (Idrottsparken) |
|  | Helsingborgs IF                             | 18 juillet à Borås (Ryavallen)            |                  | 2     |                                       |                                       |  |  | 25 juillet à Solna (Råsunda)                | 25 juillet à Solna (Råsunda)                |  |  | 3 octobre à Solna (Råsunda) & 14 novembre à Norrköping (Idrottsparken) | 3 octobre à Solna (Råsunda) & 14 novembre à Norrköping (Idrottsparken) |
|  | Ljusne AIK                                  | 3                                         |                  |       |                                       |                                       |  |  | 25 juillet à Solna (Råsunda)                | 25 juillet à Solna (Råsunda)                |  |  | 3 octobre à Solna (Råsunda) & 14 novembre à Norrköping (Idrottsparken) | 3 octobre à Solna (Råsunda) & 14 novembre à Norrköping (Idrottsparken) |
|  | Ljusne AIK                                  | 3                                         | AIK Solna (a.p.) | 2 (4) |                                       |                                       |  |  |                                             |                                             |  |  | 3 octobre à Solna (Råsunda) & 14 novembre à Norrköping (Idrottsparken) | 3 octobre à Solna (Råsunda) & 14 novembre à Norrköping (Idrottsparken) |
|  | 11 juillet à Västerås                       |                                           | AIK Solna (a.p.) | 2 (4) |                                       |                                       |  |  |                                             |                                             |  |  | 3 octobre à Solna (Råsunda) & 14 novembre à Norrköping (Idrottsparken) | 3 octobre à Solna (Råsunda) & 14 novembre à Norrköping (Idrottsparken) |
|  |                                             | IF Elfsborg                               | 2 (2)            |       |                                       |                                       |  |  |                                             |                                             |  |  | 3 octobre à Solna (Råsunda) & 14 novembre à Norrköping (Idrottsparken) | 3 octobre à Solna (Råsunda) & 14 novembre à Norrköping (Idrottsparken) |
|  | IFK Västerås                                | IF Elfsborg                               | 2 (2)            | 1     |                                       |                                       |  |  |                                             |                                             |  |  | 3 octobre à Solna (Råsunda) & 14 novembre à Norrköping (Idrottsparken) | 3 octobre à Solna (Råsunda) & 14 novembre à Norrköping (Idrottsparken) |
|  | IFK Västerås                                | 12 septembre à Norrköping (Idrottsparken) |                  | 1     |                                       |                                       |  |  |                                             |                                             |  |  | 3 octobre à Solna (Råsunda) & 14 novembre à Norrköping (Idrottsparken) | 3 octobre à Solna (Råsunda) & 14 novembre à Norrköping (Idrottsparken) |
|  | IF Elfsborg                                 | 8                                         |                  |       |                                       |                                       |  |  |                                             |                                             |  |  | 3 octobre à Solna (Råsunda) & 14 novembre à Norrköping (Idrottsparken) | 3 octobre à Solna (Råsunda) & 14 novembre à Norrköping (Idrottsparken) |
|  | IF Elfsborg                                 | 8                                         | IF Elfsborg      | 4     |                                       |                                       |  |  |                                             |                                             |  |  | 3 octobre à Solna (Råsunda) & 14 novembre à Norrköping (Idrottsparken) | 3 octobre à Solna (Råsunda) & 14 novembre à Norrköping (Idrottsparken) |
|  | 11 juillet à Malmö (Malmö IP)               |                                           | IF Elfsborg      | 4     |                                       |                                       |  |  |                                             |                                             |  |  | 3 octobre à Solna (Råsunda) & 14 novembre à Norrköping (Idrottsparken) | 3 octobre à Solna (Råsunda) & 14 novembre à Norrköping (Idrottsparken) |
|  |                                             | Malmö FF                                  | 1                |       |                                       |                                       |  |  |                                             |                                             |  |  | 3 octobre à Solna (Råsunda) & 14 novembre à Norrköping (Idrottsparken) | 3 octobre à Solna (Råsunda) & 14 novembre à Norrköping (Idrottsparken) |
|  | Malmö FF (a.p.)                             | Malmö FF                                  | 1                | 2 (4) |                                       |                                       |  |  |                                             |                                             |  |  | 3 octobre à Solna (Råsunda) & 14 novembre à Norrköping (Idrottsparken) | 3 octobre à Solna (Råsunda) & 14 novembre à Norrköping (Idrottsparken) |
|  | Malmö FF (a.p.)                             | 16 juillet à Norrköping (Idrottsparken)   |                  | 2 (4) |                                       |                                       |  |  |                                             |                                             |  |  | 3 octobre à Solna (Råsunda) & 14 novembre à Norrköping (Idrottsparken) | 3 octobre à Solna (Råsunda) & 14 novembre à Norrköping (Idrottsparken) |
|  | Halmstads BK                                | 2 (3)                                     |                  |       |                                       |                                       |  |  |                                             |                                             |  |  | 3 octobre à Solna (Råsunda) & 14 novembre à Norrköping (Idrottsparken) | 3 octobre à Solna (Råsunda) & 14 novembre à Norrköping (Idrottsparken) |
|  | Halmstads BK                                | 2 (3)                                     | AIK Solna        | 0 (2) |                                       |                                       |  |  |                                             |                                             |  |  |                                                                        |                                                                        |
|  | 11 juillet à Stockholm (Stockholms stadion) |                                           | AIK Solna        | 0 (2) |                                       |                                       |  |  |                                             |                                             |  |  |                                                                        |                                                                        |
|  |                                             | IFK Norrköping                            | 0 (5)            |       |                                       |                                       |  |  |                                             |                                             |  |  |                                                                        |                                                                        |
|  | Djurgårdens IF                              | IFK Norrköping                            | 0 (5)            | 1     |                                       |                                       |  |  |                                             |                                             |  |  |                                                                        |                                                                        |
|  | Djurgårdens IF                              |                                           |                  | 1     |                                       |                                       |  |  |                                             |                                             |  |  |                                                                        |                                                                        |
|  | IFK Norrköping                              | 3                                         |                  |       |                                       |                                       |  |  |                                             |                                             |  |  |                                                                        |                                                                        |
|  | IFK Norrköping                              | 3                                         | IFK Norrköping   | 3     |                                       |                                       |  |  |                                             |                                             |  |  |                                                                        |                                                                        |
|  | 9 juillet à Göteborg (Gamla Ullevi)         |                                           | IFK Norrköping   | 3     |                                       |                                       |  |  |                                             |                                             |  |  |                                                                        |                                                                        |
|  |                                             | GAIS                                      | 0                |       |                                       |                                       |  |  |                                             |                                             |  |  |                                                                        |                                                                        |
|  | GAIS                                        | GAIS                                      | 0                | 1     |                                       |                                       |  |  |                                             |                                             |  |  |                                                                        |                                                                        |
|  | GAIS                                        | 18 juillet à Degerfors (Stora Valla)      |                  | 1     |                                       |                                       |  |  |                                             |                                             |  |  |                                                                        |                                                                        |
|  | IFK Holmsund                                | 0                                         |                  |       |                                       |                                       |  |  |                                             |                                             |  |  |                                                                        |                                                                        |
|  | IFK Holmsund                                | 0                                         | IFK Norrköping   | 8     |                                       |                                       |  |  |                                             |                                             |  |  |                                                                        |                                                                        |
|  | 11 juillet à Eskilstuna (Tunavallen)        |                                           | IFK Norrköping   | 8     |                                       |                                       |  |  |                                             |                                             |  |  |                                                                        |                                                                        |
|  |                                             | Karlskoga IF                              | 1                |       |                                       |                                       |  |  |                                             |                                             |  |  |                                                                        |                                                                        |
|  | IFK Eskilstuna                              | Karlskoga IF                              | 1                | 0     |                                       |                                       |  |  |                                             |                                             |  |  |                                                                        |                                                                        |
|  | IFK Eskilstuna                              |                                           |                  | 0     |                                       |                                       |  |  |                                             |                                             |  |  |                                                                        |                                                                        |
|  | Degerfors IF                                | 4                                         |                  |       |                                       |                                       |  |  |                                             |                                             |  |  |                                                                        |                                                                        |
|  | Degerfors IF                                | 4                                         | Degerfors IF     | 0     |                                       |                                       |  |  |                                             |                                             |  |  |                                                                        |                                                                        |
|  | 11 juillet à Karlskoga                      |                                           | Degerfors IF     | 0     |                                       |                                       |  |  |                                             |                                             |  |  |                                                                        |                                                                        |
|  |                                             | Karlsgoka IF                              | 1                |       |                                       |                                       |  |  |                                             |                                             |  |  |                                                                        |                                                                        |
|  | Karlskoga IF                                | Karlsgoka IF                              | 1                | 7     |                                       |                                       |  |  |                                             |                                             |  |  |                                                                        |                                                                        |
|  | Karlskoga IF                                |                                           |                  | 7     |                                       |                                       |  |  |                                             |                                             |  |  |                                                                        |                                                                        |
|  | Domsjö IF                                   | 2                                         |                  |       |                                       |                                       |  |  |                                             |                                             |  |  |                                                                        |                                                                        |
|  | Domsjö IF                                   | 2                                         |                  |       |                                       |                                       |  |  |                                             |                                             |  |  |                                                                        |                                                                        |

## Finale
| 3 octobre 1943 | AIK Solna (Allsvenskan) | 0 - 0 | IFK Norrköping (Allsvenskan) | Råsunda, Solna                                     |
|                |                         |       |                              | Spectateurs : 22,478 Arbitrage : John E. Andersson |
|                | Source                  |       |                              |                                                    |

| AIK Solna | IFK Norrköping |

Les deux clubs n'ayant pas pu se départager lors de la finale jouée à Solna, il a été décidé de les faire se rencontrer à nouveau, sur le terrain de l'IFK Norrköping cette fois.
| 14 novembre 1943 | IFK Norrköping (Allsvenskan) | 5 - 2 | AIK Solna (Allsvenskan) | Idrottsparken, Norrköping                       |
|                  |                              |       |                         | Spectateurs : 19,595 Arbitrage : Gunnar Dahlner |
|                  | Source                       |       |                         |                                                 |

| IFK Norrköping | AIK Solna |

## Records
- Plus grande affluence : 22.478 spectateurs à l'occasion de la finale aller de la Coupe de Suède entre l'AIK Solna et l'IFK Norrköping, à Solna (Råsunda) le 3 octobre 1943.
- Plus petite affluence : 204 spectateurs à l'occasion de la rencontre du tour de qualification entre Örtakoloniens IF et l'IFK Gävle, le 18 juin 1943.
- Meilleure attaque : IFK Norrköping, 28 buts.
- Meilleure différence de buts : IFK Norrköping, +24.
- Plus grand nombre de buts dans une rencontre : 9 buts
  - lors de Falkenbergs FF - Olofströms IF (9-0, tour préliminaire)
  - lors de IFK Norrköping - Husqvarna IF (9-0, 1er tour)
  - lors de IFK Västerås - IF Elfsborg (1-8, 1/8e de finale)
  - lors de Karlskoga IF - Domsjö IF (2-7, 1/8e de finale)
  - lors de IFK Norrköping - Karlskoga IF (8-1, 1/2 finale)
- Plus grand écart au score : 9 buts
  - lors de Falkenbergs FF - Olofströms IF (9-0, tour préliminaire)
  - lors de IFK Norrköping - Husqvarna IF (9-0, 1er tour)
- Plus large victoire à domicile : 9-0
  - lors de Falkenbergs FF - Olofströms IF (tour préliminaire)
  - lors de IFK Norrköping - Husqvarna IF (1er tour)
- Plus large victoire à l'extérieur : 8-1
  - lors de IFK Västerås - IF Elfsborg: (1-8, 1/8e de finale)